# ホセ・コマス・ソラ

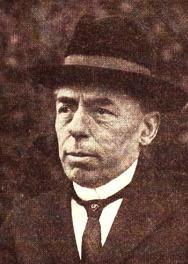
ジョゼップ（ホセ）・コマス・イ・ソラ

ホセ・コマス・イ・ソラ（スペイン語表記：José Comas y Solá、1868年12月19日 – 1937年12月2日）は、スペイン（カタルーニャ）の天文学者である。カタルーニャ語での表記はジョゼップ・コマス・イ・ソラ（Josep Comas i Solà）となる。バルセロナ出身。
火星や土星などの惑星の観測を行い、土星の自転周期の測定をおこなった。一般向けの天文学の著書もあり、米州スペイン天文協会（Sociedad Astrónomica de España y América）の初代会長を務めた。この団体は、彼が発見した小惑星(1626)Sadeyaの由来ともなっている。1904年に設立されたファブラ天文台の監督に就任した。1905年ジュール・ジャンサン賞受賞。
周期彗星 32P/コマス・ソラ彗星を発見し、非周期彗星C/1925 F1 (Shajn-Comas Sola)の共同発見者であり、11個の小惑星を発見した。
1908年に土星の衛星タイタンに大気のある証拠となる周縁減光が観測されたことを報告した。
小惑星(1102)ペピータ (Pepita)はコマス・ソラの愛称形から、(1655)コマス・ソラは自身の名から命名されている。